# Husky Rescue
Husky Rescue to zespół wykonujący ambient-pop z Helsinek w Finlandii.

## O zespole
Zespół został założony przez Marko Nyberga, który zaczął komponować pod tą nazwą w roku 2002, chcąc tworzyć muzykę inspirowaną filmem, fotografią i malarstwem. Podczas nagrywania debiutanckiego albumu Country Falls Nyberg współpracował z około 20 muzykami i wokalistami - każdy z nich był dobrym przyjacielem Marko z Helsinek. Marko Nyberg powiedział:

Każdy utwór ma być ciepłym wietrzykiem do zwalczania chłodu codzienności, niezależnie czy mieszkasz w zimnym klimacie czy nie. Wszystkie chwile życia stają się częścią muzyki. Husky Rescue odzwierciedla nasze doświadczenia z Helsinek, gdzie zimowe noce są zimne i długie, natomiast letnie gorące i krótkie, ale tak słodkie. To melancholijna muzyka, ale pełna nadziei. Muzyka Husky Rescue jest jak pierwszy śnieg na ziemi, kiedy jeszcze można nadal zobaczyć pod nim zieloną trawę. Jest jak wiosenny promień słońca po długiej, mrocznej, bezsłonecznej zimie.

Husky Rescue istnieje również jako koncertowa grupa złożona z następujących artystów: Marko Nyberg (gitara basowa), Reeta-Leena Korhola (wokal), Ville Riippa (instrumenty klawiszowe), Anssi Sopanen (perkusja) oraz Miika Colliander (gitara). Country Falls był wydany na świecie przez Catskills Records w październiku 2004 oraz w USA wiosną 2005 przez Minty Fresh Records.
Utwór "My World" z albumu Country Falls jest obecnie wykorzystywany w reklamach Hyundai.

## Dyskografia

### Albumy
- Country Falls (2004)
- Ghost Is Not Real (2007)
- Other World Remixes and Rarities (2007)
- Ship Of Light (2010)
- The Long Lost Friend (2013)

### Single
- Summertime Cowboy (2004)
- New Light Of Tomorrow (2004)
- Sleep Tight Tiger (2004)
- City Lights (2004)
- My Home Ghost (2006)
- Diamonds In The Sky (2006)
- Nightless Night (2007)
- Caravan (2007)